# Jermaine McGillvary

a Compétitions nationales et continentales officielles uniquement.

b Matchs officiels uniquement.
Jermaine McGillvary, né le 16 mai 1988 à Huddersfield (Angleterre), est un joueur de rugby à XIII anglais évoluant au poste d'ailier ou d'arrière. Il fait ses débuts en Super League avec les Giants d'Huddersfield lors de la saison 2010. Il a revêtu également le maillot de l'Angleterre à partir de 2015.

## Palmarès
- Collectif :
  - Vainqueur du Championship : 2024 (Wakefield).
  - Vainqueur de la Coupe de 1895 : 2024 (Wakefield).
  - Finaliste de la Coupe du monde : 2017 (Angleterre).

- Individuel
  - Meilleur marqueur d'essais de la Super League : 2015 (Huddersfield)

### Détails en sélection
| Matchs internationaux de Jermaine McGillvary avec l'Angleterre       | Matchs internationaux de Jermaine McGillvary avec l'Angleterre | Matchs internationaux de Jermaine McGillvary avec l'Angleterre | Matchs internationaux de Jermaine McGillvary avec l'Angleterre | Matchs internationaux de Jermaine McGillvary avec l'Angleterre | Matchs internationaux de Jermaine McGillvary avec l'Angleterre | Matchs internationaux de Jermaine McGillvary avec l'Angleterre | Matchs internationaux de Jermaine McGillvary avec l'Angleterre | Matchs internationaux de Jermaine McGillvary avec l'Angleterre | Matchs internationaux de Jermaine McGillvary avec l'Angleterre | Matchs internationaux de Jermaine McGillvary avec l'Angleterre | Matchs internationaux de Jermaine McGillvary avec l'Angleterre |
|                                                                      | Date                                                           | Adversaire                                                     | Résultat                                                       | Compétition                                                    | Poste                                                          | Points                                                         | Essais                                                         | Pen.                                                           | Drops                                                          |                                                                |                                                                |
| -------------------------------------------------------------------- | -------------------------------------------------------------- | -------------------------------------------------------------- | -------------------------------------------------------------- | -------------------------------------------------------------- | -------------------------------------------------------------- | -------------------------------------------------------------- | -------------------------------------------------------------- | -------------------------------------------------------------- | -------------------------------------------------------------- | -------------------------------------------------------------- | -------------------------------------------------------------- |
| 1.                                                                   | 14 novembre 2015                                               | Nouvelle-Zélande                                               | 20-14                                                          | Amical                                                         | Ailier                                                         | 0                                                              | -                                                              | -                                                              | -                                                              |                                                                |                                                                |
| 2.                                                                   | 22 octobre 2016                                                | France                                                         | 40-6                                                           | Amical                                                         | Ailier                                                         | 4                                                              | 1                                                              | -                                                              | -                                                              |                                                                |                                                                |
| 3.                                                                   | 29 octobre 2016                                                | Nouvelle-Zélande                                               | 16-17                                                          | Quatre Nations                                                 | Ailier                                                         | 4                                                              | 1                                                              | -                                                              | -                                                              |                                                                |                                                                |
| 4.                                                                   | 5 novembre 2016                                                | Écosse                                                         | 38-12                                                          | Quatre Nations                                                 | Ailier                                                         | 4                                                              | 1                                                              | -                                                              | -                                                              |                                                                |                                                                |
| 5.                                                                   | 13 novembre 2016                                               | Australie                                                      | 18-36                                                          | Quatre Nations                                                 | Ailier                                                         | 4                                                              | 1                                                              | -                                                              | -                                                              |                                                                |                                                                |
| 6.                                                                   | 6 mai 2017                                                     | Samoa                                                          | 30-10                                                          | Amical                                                         | Ailier                                                         | 4                                                              | 1                                                              | -                                                              | -                                                              |                                                                |                                                                |
| 7.                                                                   | 27 octobre 2017                                                | Australie                                                      | 4-18                                                           | Coupe du monde                                                 | Ailier                                                         | 4                                                              | 1                                                              | -                                                              | -                                                              |                                                                |                                                                |
| 8.                                                                   | 4 novembre 2017                                                | Liban                                                          | 29-10                                                          | Coupe du monde                                                 | Ailier                                                         | 4                                                              | 1                                                              | -                                                              | -                                                              |                                                                |                                                                |
| 9.                                                                   | 12 novembre 2017                                               | France                                                         | 36-6                                                           | Coupe du monde                                                 | Ailier                                                         | 8                                                              | 2                                                              | -                                                              | -                                                              |                                                                |                                                                |
| 10.                                                                  | 19 novembre 2017                                               | Papouasie-Nouvelle-Guinée                                      | 36-6                                                           | Coupe du monde                                                 | Ailier                                                         | 8                                                              | 2                                                              | -                                                              | -                                                              |                                                                |                                                                |
| 11.                                                                  | 25 novembre 2017                                               | Tonga                                                          | 20-18                                                          | Coupe du monde                                                 | Ailier                                                         | 4                                                              | 1                                                              | -                                                              | -                                                              |                                                                |                                                                |
| 12.                                                                  | 2 décembre 2017                                                | Australie                                                      | 0-6                                                            | Coupe du monde                                                 | Ailier                                                         | 0                                                              | 0                                                              | -                                                              | -                                                              |                                                                |                                                                |
| 13.                                                                  | 24 juin 2018                                                   | Nouvelle-Zélande                                               | 36-18                                                          | Amical                                                         | Ailier                                                         | 4                                                              | 1                                                              | -                                                              | -                                                              |                                                                |                                                                |
| 14.                                                                  | 17 octobre 2018                                                | France                                                         | 44-6                                                           | Amical                                                         | Ailier                                                         | 0                                                              | 0                                                              | 0                                                              | 0                                                              |                                                                |                                                                |
| 15.                                                                  | 27 octobre 2018                                                | Nouvelle-Zélande                                               | 18-16                                                          | Test match                                                     | Ailier                                                         | 0                                                              | 0                                                              | -                                                              | -                                                              |                                                                |                                                                |
| 16.                                                                  | 4 novembre 2018                                                | Nouvelle-Zélande                                               | 20-14                                                          | Test match                                                     | Ailier                                                         | 0                                                              | 0                                                              | -                                                              | -                                                              |                                                                |                                                                |
| 17.                                                                  | 11 novembre 2018                                               | Nouvelle-Zélande                                               | 0-34                                                           | Test match                                                     | Ailier                                                         | 0                                                              | 0                                                              | -                                                              | -                                                              |                                                                |                                                                |
| Matchs internationaux de Jermaine McGillvary avec la Grande-Bretagne |                                                                |                                                                |                                                                |                                                                |                                                                |                                                                |                                                                |                                                                |                                                                |                                                                |                                                                |
|                                                                      | Date                                                           | Adversaire                                                     | Résultat                                                       | Compétition                                                    | Poste                                                          | Points                                                         | Essais                                                         | Pen.                                                           | Drops                                                          |                                                                |                                                                |
| 1.                                                                   | 26 octobre 2019                                                | Tonga                                                          | 6-14                                                           | Amical                                                         | Ailier                                                         | 0                                                              | 0                                                              | -                                                              | -                                                              |                                                                |                                                                |
| 2.                                                                   | 2 novembre 2019                                                | Nouvelle-Zélande                                               | 8-12                                                           | Amical                                                         | Ailier                                                         | 0                                                              | 0                                                              | -                                                              | -                                                              |                                                                |                                                                |
| 3.                                                                   | 9 novembre 2019                                                | Nouvelle-Zélande                                               | 8-23                                                           | Amical                                                         | Ailier                                                         | 0                                                              | 0                                                              | -                                                              | -                                                              |                                                                |                                                                |
| 4.                                                                   | 16 novembre 2019                                               | Papouas.-Nlle-Guinée                                           | 10-28                                                          | Ailier                                                         | Ailier                                                         | 0                                                              | 0                                                              | -                                                              | -                                                              |                                                                |                                                                |